# يوسف أمين
يوسف أمين ، لاعب كرة قدم بحريني سابق.

## كأس الخليج 1970
و قد سجل هدف في مرمى منتخب الكويت لكرة القدم.